# Autopista del Atlántico
La autopista del Atlántico o AP-9 es una autopista española de titularidad estatal que transcurre entre Ferrol y la frontera portuguesa. A lo largo de sus 214,7 kilómetros pasa por La Coruña, Santiago de Compostela, Padrón, Pontevedra, Vigo y Tuy, donde enlaza con la autopista A-3 con destino a Oporto. Su indicador de carretera europea es el E-1 y desde el enlace con la A-6 hasta La Coruña, el E-70. 
En 1975 eran necesarias casi dos horas para recorrer los 62 km que separan La Coruña de Santiago de Compostela. Un vehículo podía tardar más de una hora en ir de Pontevedra a Vigo (33 km). En la actualidad, la AP-9 permite cubrir la misma distancia en 30 minutos. El recorrido entre Ferrol y Tuy se reduce en más de una hora por la AP-9 en relación con el tiempo que se necesita por carreteras convencionales.
La autopista cuenta con: 
- 444 pasos a través de la vía.
- 6 túneles, que suponen una longitud total de 7 kilómetros.
- 65 puentes y viaductos. Entre ellos, el puente de Rande, que en su día fue el puente atirantado de mayor longitud del mundo con 1555 metros. En 1979 obtuvo el premio europeo a la construcción metálica más destacada. Su ampliación de 4 a 6 carriles, que se realizó sin cortar el tráfico,[4] fue que galardona en 2019 con el Premio a la Mejor Estructura (OSTRA, en sus siglas en inglés) de la Asociación Internacional de Puentes e Ingeniería Estructural (IABSE,[5] en sus siglas en inglés), que lo calificó como el segundo mejor puente del mundo. La IABSE reconoce en este ranking las obras más sobresalientes a nivel mundial, que destacan por su singularidad, innovación y respeto al medio ambiente. Además, recibió en 2019 el Premio Acueducto de Segovia.

Con una intensidad media diaria (IMD) de 24.405 vehículos, la autopista gallega se sitúa entre las cinco estatales con mayor tráfico. En el 2020, como consecuencia de las limitaciones a la movilidad implantadas por las autoridades por la crisis de la Covid-19, la intensidad del tráfico se situó en 17.546 vehículos de media al día. 
El Gobierno de España concedió en el año 1973, C.E.S.A. (AUDASA). La inversión inicial superó los 1.428 millones de euros.
En el año 2000 el Gobierno de España amplió la concesión de la infraestructura hasta el 18 de agosto de 2048 a cambio de la prolongación de la autopista hacia Ferrol desde Fene y la construcción del intercambiador del Rebullón y el tramo de enlace desde Rande, con gratuidad para ambos tramos. 
Autopistas del Atlántico S.A., que forma parte del grupo Itínere, es la empresa concesionaria que gestiona desde 2003 la vía. Itínere adquirió ese año la Empresa Nacional de Autopistas (ENA) a la Sociedad Estatal de Participaciones Industriales (SEPI). El 28 de mayo de 2003, el presidente de la Sociedad Estatal de Participaciones Industriales (SEPI), comunicó la decisión del Consejo de la entidad pública de adjudicar la empresa al consorcio formado por Sacyr (50%), Banco Santander (20%), Caixanova (10%), Caixa Galicia (10%), Torreal (5%) y Caja el Monte (5%), se hizo con el 100% del grupo ENA por un valor de 1.586 millones de euros, que superaba en 486 millones el precio mínimo establecido por la SEPI, fijado en 1.100 millones de euros. 
La idea de Sacyr era integrar ENA en Itínere, su grupo filial de infraestructuras y explotación de autopistas y por ello, en noviembre de 2004, Sacyr cambia a las cajas gallegas sus acciones en ENA por acciones en Itínere, de esta manera Sacyr se hace con el 70% de ENA y las cajas pasan a controlar un 8,62% de Itínere.

## Zonas por las que pasa y comunica
Comunica la ciudad de Ferrol con Tuy y la frontera con Portugal, es decir, cruza de norte a sur el oeste de la comunidad de Galicia, atravesando las provincias de La Coruña y Pontevedra. Finaliza en el kilómetro 178, enlazando con la autovía A-55, la cual continúa durante 4 km hacia Tuy y la frontera con Portugal, y que cambia de denominación a A 3, con destino a Oporto.

## Enlaces
Ferrol, Fene, Puentedeume, Miño, La Coruña, Órdenes, Oroso, Sigüeiro, Santiago de Compostela, Padrón, Valga, Caldas de Reyes, Portas, Barro, Pontevedra, Vilaboa, Vigo, Porriño, Tuy.

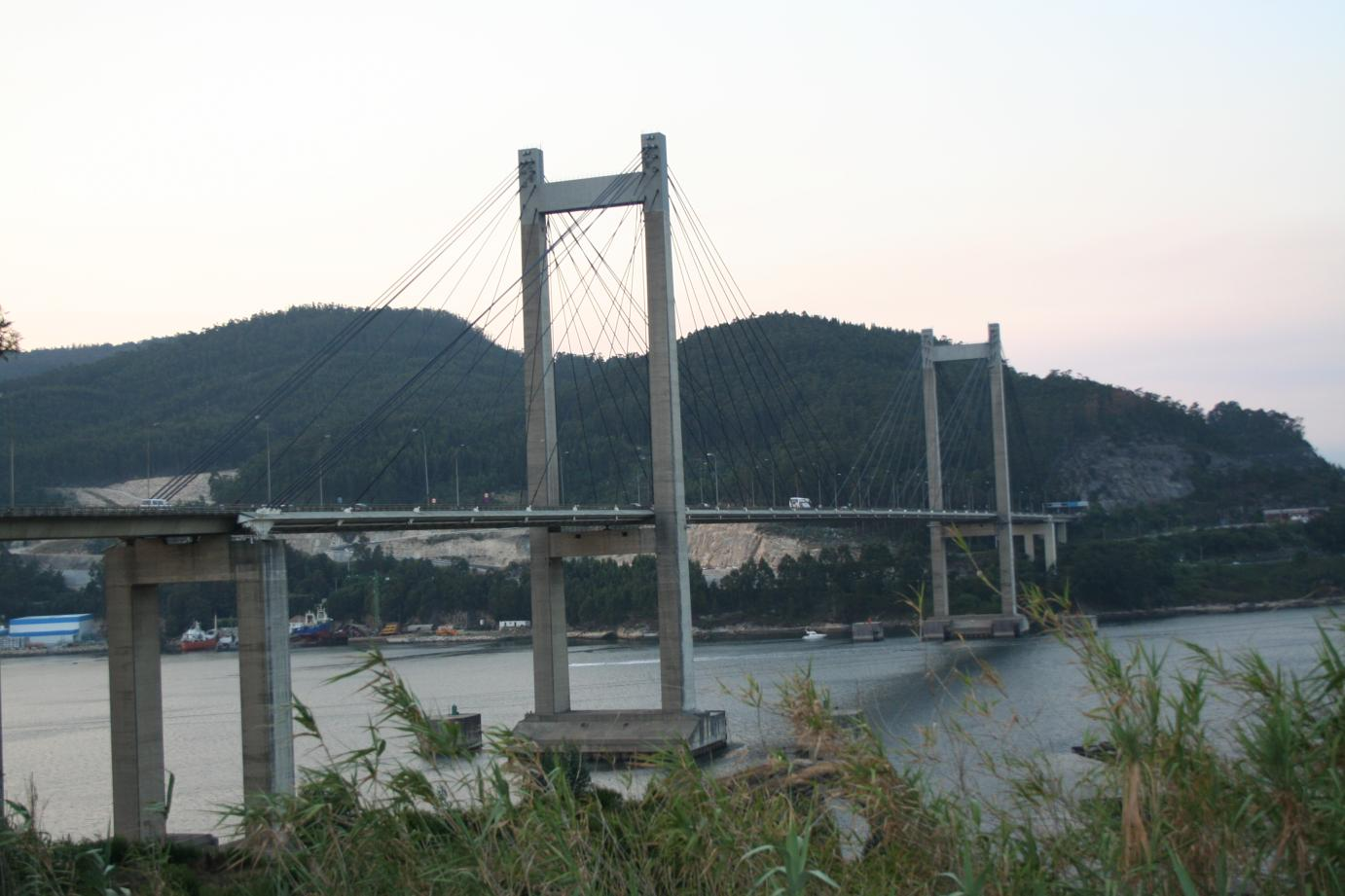
Puente de Rande.

## Historia
La construcción de la autopista fue concedida por el Estado en 1973, a Autopistas del Atlántico, C.E.S.A, hoy es gestionada en concesión por Audasa, del grupo Itínere. La autopista supuso una inversión de unos 1.428 millones de euros.

### Cronología
- 16/10/73:

Constitución de la Sociedad.
- 17/12/73:

Comienzo de las obras del Puente de Rande.
- 27/04/79:

Inauguración del tramo A Barcala-Santiago Norte.
- 23/01/80:

Inauguración del tramo Guísamo-Cecebre.
- 07/02/81:

Inauguración del tramo Pontevedra Sur-Vigo.
- 20/01/84:

Adquisición por parte del Estado de las acciones representativas del capital social.
- 11/05/84:

Inauguración del tramo A Barcala-La Coruña.
- 15/11/88:

Inauguración del tramo Santiago Norte-Santiago Sur.
- 30/11/90:

Inauguración del tramo Santiago Sur-Padrón.
- 18/11/91:

Inauguración del tramo Padrón-Caldas de Reis.
- 25/03/92:

Inauguración del tramo Pontevedra Norte-Pontevedra Sur.
- 21/11/92:

Inauguración del tramo Caldas de Reis-Pontevedra Norte.
- 23/06/97:

Inauguración del tramo Guísamo-Miño.
- 29/12/98:

Inauguración del subtramo Miño-Cabanas del tramo Miño-Fene.
- 24/05/99:

Inauguración del subtramo Cabanas-Fene del tramo Miño-Fene.
- 24/05/99:

Inauguración del tramo Teis-Intercambiador de Rebullón.
- 04/02/00:

Prolongación de la Autopista del Atlántico con la incorporación del tramo de Acceso Norte a Ferrol y ampliación del periodo concesional hasta el año 2048.
- 09/04/03:

Inauguración del sistema de peaje dinámico.
- 17/11/03:

Inauguración del tramo Intercambiador de Rebullón-Frontera Portuguesa.
- 15/12/03:

Inauguración del tramo Acceso Norte a Ferrol por Fene, Neda y Narón (Tronco).
- 27/04/04:

25 aniversario de la inauguración del primer tramo de la autopista.
- 07/02/06:

25 aniversario de la inauguración del puente de Rande.
- 02/15:

En febrero de 2015 se iniciaron los trabajos de ampliación de los terceros carriles, con una inversión estimada de 107,9 millones de euros.
- 28/07/15:

Entra en servicio el remodelado enlace de Sigüeiro con los nuevos movimientos en sentido Sur.
- 28/07/15:

Fomento licita la obra del nuevo enlace de la Ciudad de la Cultura de Galicia en la AP-9, en Santiago de Compostela.
- 30/12/17

El presidente del Gobierno inaugura la ampliación del puente de Rande.
- 14/09/18

La Fundación Caminos y el Colegio de Ingenieros de Caminos, Canales y Puertos entregan el Premio Acueducto de Segovia al proyecto y a las obras de ampliación del puente de Rande.
- 15/02/19

Entra en servicio el nuevo enlace de la AP-9 y la Ciudad de la Cultura de Galicia.
- 07/06/19

El puente de Rande recibe el Premio a la Mejor Estructura (OSTRA, en sus siglas en inglés) de la Asociación Internacional de Puentes e Ingeniería Estructural (IABSE, en sus siglas en inglés), que lo calificó como el segundo mejor puente del mundo.
- 26/07/21

El Gobierno de España aprueba nuevas bonificaciones para el peaje en la AP-9.
- 22/10/21

Premio ‘Galicia Enerxía’ para la nueva iluminación de seguridad de Rande
- 27/06/24

Entra en servicio el nuevo enlace de la AP-9 y el Enlace Orbital de Santiago de Compostela.

## Tramos
| Denominación                     | Tramo | Kilómetros | Año servicio                                                       |
| -------------------------------- | --- | ---------- | ------------------------------------------------------------------ |
| AP-9F Tramos: Ferrol-Cecebre     | |            |                                                                    |
| E-1 AP-9F                        | Ferrol FE-15 - Fene | 9,1        | 2003                                                               |
| E-1 AP-9F                        | Fene - Cabañas | 5,7        | 1999                                                               |
| E-1 AP-9F                        | Cabañas - Miño | 9          | 1998                                                               |
| E-1 AP-9F                        | Miño - Guísamo | 10         | 1997                                                               |
| E-1 AP-9F                        | Guísamo - Cecebre AP-9 | 2          | 1980                                                               |
| AP-9 Tramos: La Coruña-Tuy       | |            |                                                                    |
| E-1 AP-9                         | La Coruña AC-11 - La Barcala | 7          | 1984                                                               |
| E-1 AP-9                         | La Barcala - Santiago de Compostela Norte Tramo original Enlace Orbital SC-30 (conexión con la A-54 ) | 59,5 -     | 1979 2024                                                          |
| E-1 AP-9                         | Circunvalación Este de Santiago de Compostela Tramo original: Santiago de Compostela Norte - Santiago de Compostela Sur AG-56 Tramo ampliado: Santiago de Compostela Norte - Santiago de Compostela Sur AG-56 Tramo: Enlace de Ciudad de la Cultura de Galicia | 7,7 8,5 -  | 2 carriles por sentido: 1988 3 a 5 carriles por sentido: 2018 2019 |
| E-1 AP-9                         | Santiago de Compostela Sur AG-56 - Padrón AG-11 | 18         | 1990                                                               |
| E-1 AP-9                         | Padrón AG-11 - Caldas de Reyes | 16,9       | 1991                                                               |
| E-1 AP-9                         | Caldas de Reyes - Pontevedra Norte | 18         | 1992                                                               |
| E-1 AP-9                         | Pontevedra Norte - Pontevedra Sur PO-10 PO-11 | 3,7        | 1992                                                               |
| E-1 AP-9                         | Pontevedra Sur - Teis Tramo original: Pontevedra Sur PO-10 PO-11 - Teis AP-9V Tramo ampliado: Moaña AG-46 - Teis AP-9V | 19,1 5,9   | 2 carriles por sentido: 1981 3 carriles por sentido: 2017          |
| E-1 AP-9                         | Teis AP-9V - Rebullón AG-57 | 11         | 1999                                                               |
| E-1 AP-9                         | Rebullón AG-57 - Tuy A-55 | 17         | 2003                                                               |
| AP-9V Tramo: Acceso Norte a Vigo | |            |                                                                    |
| AP-9V                            | Teis AP-9 - Vigo | 3,2        | 1981                                                               |

## Datos sobre ingresos económicos e intensidad de vehículos
En 8 años la autopista del Atlántico ha pasado de 156,3 km de vías a los actuales 214,7 km, es decir, ha aumentado en un 28,8% los kilómetros, sin embargo, los ingresos en euros han pasado de 46.870.000 € a 118.290.000 €, es decir, han subido un 156,52%.
La cuenta de resultados de Autopistas del Atlántico SA del año 2020, la última depositada en la CNMV, registra una cifra de negocio de 61,36 millones de euros, un 31,43% superior a la facturación obtenida en el primer semestre del ejercicio 2020 (46,69 millones de euros) y un 14,08% menos que en 2019 (71,42 millones). La compañía vuelve a beneficios (12,3 millones de euros), frente a las pérdidas del mismo período de 2019 (-0,66 millones), pero aún un 34,2% por debajo del beneficio del primer semestre de 2019 (18,8 millones de euros). 

### Polémica sobre su "nacionalización" y los accidentes de diciembre de 2008

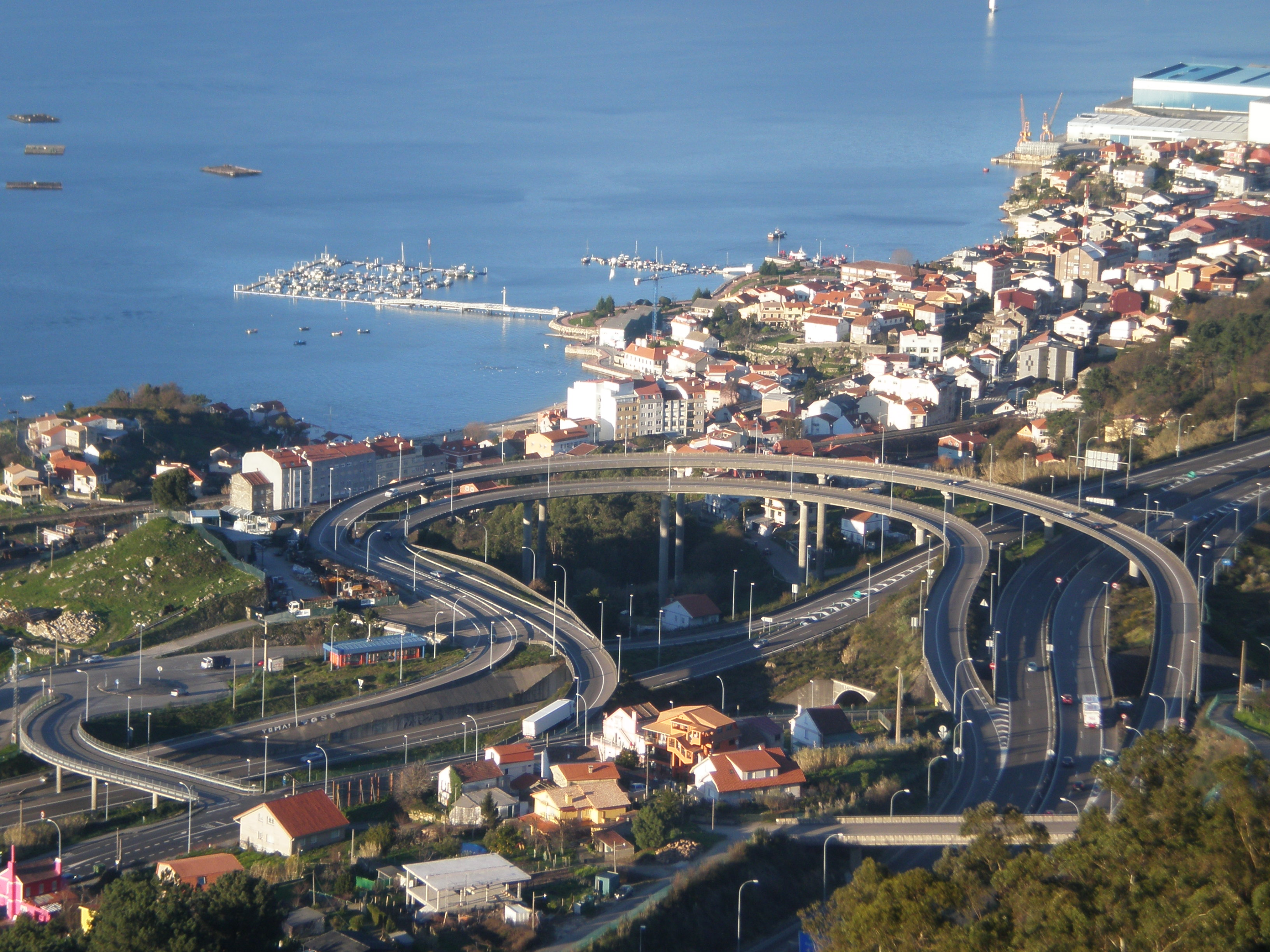
Circunvalación de entrada a Vigo de la autopista del Atlántico.

Después del colapso que mantuvo incomunicadas durante más de 4 horas las principales ciudades de Galicia a consecuencia de los accidentes múltiples de diciembre de 2008 por causa del hielo, se abre durante el periodo preelectoral autonómico un debate sobre la adquisición por parte del Estado de la autopista del Atlántico. Las principales fuerzas políticas de Galicia con representación parlamentaria, PP, PSdG y BNG, coinciden en responsabilizar a AUDASA de mala gestión en materia de seguridad y mantenimiento de la autopista, reclamando su titularidad pública ante la nefasta situación de la principal vía de comunicación de Galicia.

## Tarifas
Las tarifas vigentes pueden consultarse en la página web de Audasa.

## Descuentos
El Ministerio de Transporte, Movilidad y Agenda Urbana implantó el 27 de julio de 2021 nuevas bonificaciones de peajes en la autopista gallega AP-9 para incentivar su uso. Estos descuentos permiten el viaje de vuelta gratis a los vehículos ligeros siempre que se realice en menos de 24 horas. Además, se ha establecido la gratuidad en el tramo Redondela-Vigo, un descuento adicional del 20% para clientes frecuentes y el 50% en el tramo Vigo-Tuy.
Los vehículos pesados se benefician de un descuento del 20% en todos los tramos y la gratuidad en el acceso desde Redondela a Vigo.

## Salidas AP-9

### Tramo AP-9F Guísamo-Ferrol
| Velocidad | Esquema                                              | Salida | Sentido Ferrol (ascendente)                                                        | Sentido La Coruña (descendente)                                                    | Carretera                       | Notas |
| --------- | ---------------------------------------------------- | ------ | ---------------------------------------------------------------------------------- | ---------------------------------------------------------------------------------- | ------------------------------- | ----- |
|           |                                                      | 0F     | La Coruña Santiago de Compostela                                                   | La Coruña Santiago de Compostela                                                   | AP-9 E-1                        |       |
|           |                                                      |        |                                                                                    | Peaje de Guísamo                                                                   |                                 |       |
|           |                                                      | 2F-A   | Guísamo Betanzos                                                                   |                                                                                    | N-6                             |       |
|           |                                                      | 2F-B   | Bergondo Sada                                                                      | Bergondo Sada                                                                      |                                 |       |
|           |                                                      |        | Túnel de Montecelo 250m                                                            | Túnel de Montecelo 250m                                                            |                                 |       |
|           |                                                      | 12F    | Miño Perbes                                                                        | Miño Perbes                                                                        | CP-4803                         |       |
|           |                                                      | 15F    | Área de Servicio de Miño                                                           | Área de Servicio de Miño                                                           |                                 |       |
|           |                                                      |        | Túnel de Campolongo 540m                                                           | Túnel de Campolongo 540m                                                           |                                 |       |
|           |                                                      | 21F    | Cabañas - Puentedeume Puentes de García Rodríguez                                  | Cabañas - Puentedeume Puentes de García Rodríguez                                  | N-651 AC-564                    |       |
|           |                                                      |        | Túnel de Pedra de Couto 990m                                                       | Túnel de Pedra de Couto 1010m                                                      |                                 |       |
|           |                                                      |        | Peaje de Fene                                                                      |                                                                                    |                                 |       |
|           |                                                      | 25F    | Polígono Vilar do Colo Ares - Mugardos Puentes de García Rodríguez                 |                                                                                    | VG-1.2 AC-563                   |       |
|           |                                                      | 27F-A  | Fene Ferrol                                                                        |                                                                                    | N-651                           |       |
|           | Betanzos Ares - Mugardos Puentes de García Rodríguez | 27F-A  | N-651 VG-1.2 AC-563                                                                |                                                                                    |                                 |       |
|           |                                                      | 27F-B  |                                                                                    | Fene Ferrol                                                                        | N-651                           |       |
|           |                                                      |        | Túnel de O Sartego 1044m                                                           | Túnel de O Sartego 1010m                                                           |                                 |       |
|           |                                                      | 31F    | Fene Neda                                                                          | Fene Neda                                                                          | AC-115                          |       |
|           |                                                      | 33F    | Polígono de A Gándara Xuvia - Ortigueira                                           | Polígono de A Gándara Xuvia - Ortigueira                                           | FE-11 AC-862                    |       |
|           |                                                      | 34F    | Narón Puentes de García Rodríguez Polígono Río do Pozo Puerto exterior de Prioriño | Narón Puentes de García Rodríguez Polígono Río do Pozo Puerto exterior de Prioriño | AC-862 AC-566 FE-12 AG-64 N-655 |       |
|           |                                                      | 36F    | Cedeira - Ortigueira La Coruña hospital                                            | Cedeira - Ortigueira La Coruña Catabois hospital                                   | AC-116 AC-646 N-651 FE-13       |       |
|           |                                                      |        | Fin de la Autopista del Atlántico Continúa por: FE-15                              | Comienzo de la Autopista del Atlántico                                             | FE-15                           |       |

### Tramo AP-9 La Coruña-Tuy
| AP-9F | E-1 |

| A-6 | E-70 |

### Tramo AP-9V Teis-Vigo
| Velocidad | Esquema | Salida | Sentido Vigo (ascendente)                                                  | Sentido Teis (descendente)                                                 | Carretera                         | Notas |
| --------- | ------- | ------ | -------------------------------------------------------------------------- | -------------------------------------------------------------------------- | --------------------------------- | ----- |
|           |         | 151    | Pontevedra-La Coruña Aeropuerto de Vigo Tuy-Portugal Porriño Orense Bayona | Pontevedra-La Coruña Aeropuerto de Vigo Tuy-Portugal Porriño Orense Bayona | AP-9 E-1 AP-9 E-1 A-55 A-52 AG-57 |       |
|           |         | 1V     | Teis-Chapela                                                               |                                                                            | N-552                             |       |
|           |         | 2V     | Avenida Buenos Aires Aeropuerto de Vigo                                    |                                                                            |                                   |       |
|           |         | 4V     | Calle García Barbón Puerto Terminal Bouzas                                 |                                                                            |                                   |       |
|           |         | 5V     | Fin de la Autopista del Atlántico Continúa por: Calle de Alfonso XIII      | Comienzo de la Autopista del Atlántico                                     |                                   |       |